# Аминдас
„Аминдас“ (на гръцки: «Ἀμύντας», в превод Аминта) е гръцки вестник, издаван в град Суровичево (Аминдео), Гърция.

## История
Вестникът излиза през втората половина на 90-те години на XX век при кмета Томас Минкос. Негов ръководител е ортопедът директор на болницата в Лерин и общински съветник Константинос Георгакопулос. Вестникът излиза месечно и продължава около година.